# Bluffmaster!
Bluffmaster! är en Bollywoodfilm i regi av Rohan Sippy, med Abhishek Bachchan, Ritesh Deshmukh, Priyanka Chopra, Boman Irani och Nana Patekar.  

## Rollista
- Abhishek Bachchan - Roy
- Priyanka Chopra - Simran
- Ritesh Deshmukh - Aditya "Dittu" Srivastav
- Nana Patekar - Chandrakant Parikh
- Boman Irani - Dr. Bhalerao